# یعقوب‌لنگه
یعقوب لنگه، روستایی است در نزدیکی زاغمرز و بندر امیرآباد و از توابع بخش مرکزی شهرستان بهشهر در استان مازندران ایران.

## جمعیت
این روستا در دهستان میان کاله قرار دارد و براساس سرشماری مرکز آمار ایران در سال ۱۳۸۵، جمعیت آن ۹۹۹ نفر (۲۴۶خانوار) بوده‌است. مردم یعقوب لنگه از قومیت طبری هستند. مردم یعقوب لنگه به زبان طبری (مازندرانی) سخن می‌گویند.